# Худгарян, Наталья
Наталья Худгарян (англ. Natalia Khoudgarian; род. в 1973 году, Москва) — канадская, ранее российская шахматистка армянского происхождения, международный мастер среди женщин (1996).

## Биография
В 2006 году победила на чемпионате Онтарио по шахматам среди женщин. Многократная победительница чемпионатов Канады по шахматам среди женщин (2006, 2007, 2011, 2012). Проживает в Торонто, где работает шахматным тренером в детской программе.
Участвовала в женских чемпионатах мира по шахматам:
- В 2006 году в Екатеринбурге в первом туре проиграла Александре Костенюк[3];
- В 2012 году в Ханты-Мансийске в первом туре проиграла Чжао Сюэ[4].

Представляла Канаду на четырех шахматных олимпиадах (1996, 2006—2008, 2012).